# Август фон Шьонайх-Каролат
Август Хайнрих Бернхард фон Шьонайх-Каролат (на немски: August Heinrich Bernhard Prinz von Schoenaich-Carolath; * 20 август 1822, Саабор/Забур, Долна Силезия, Жельоногурски окръг, Полша; † 16 октомври 1899, Потсдам) е принц на Шьонайх-Каролат (Зиедлиско) в Силезия, Полша. Той е пруски минен инженер в Рурската област, накрая минен/берг-хауптман и директор на Обер-бергамт Дортмунд.

## Биография
Той е третият син на пруския майор принц Фридрих Вилхелм Карл фон Шьонайх-Каролат (1790 – 1859), граф фон Шонайх, фрайхер цу Бойтен, и съпругата му Каролина Елизабет Адолфина Луиза Ройс-Кьостриц (1796 – 1828), дъщеря на княз Хайнрих XLIV Ройс-Кьостриц (1753 – 1832) и втората му съпруга фрайин Аугуста Амалия Леополдина фон Ридезел цум Айзенбах (1771 – 1805).
Внук е на княз Хайнрих Карл Ердман фон Каролат-Бойтен (1759 – 1817) и първата му съпруга херцогиня Амалия фон Саксония-Майнинген (1762 – 1798). Правнук е на 2. княз Йохан Карл Фридрих фон Каролат-Бойтен (1716 – 1791) и принцеса Йохана Вилхелмина фон Анхалт-Кьотен (1728 – 1786), дъщеря на княз Август Лудвиг фон Анхалт-Кьотен (1697 – 1755). Брат е на принц Фердинанд Хайнрих Ердман фон Шьонайх-Каролат (1818 – 1893), принц Карл Хайнрих Фридрих Георг Александер Август фон Шьонайх-Каролат (1820 – 1874), неженен, и на неомъжената принцеса Августа Хенриета Амалия Каролина фон Шьонайх-Каролат (1826 – 1907).
През 1854 г. фамилията получава наследствено място в „пруския Херен-хауз“.
Той следва минно инженерство в Берлин и Фрайберг/Саксония от 1842 г. до 1856 г. На 14 юни 1863 г. той става берг-хауптман и директор на Обербергамт Дортмунд до 30 юни 1888 г. двадесет и четири години. Заради ревматично заболяване трябва да напусне и да се пенсионира. Август живее до смъртта си в Потсдам.
Той е член на „Немското геологично общество“. Награден е с множество ордени.

## Фамилия
Август фон Шьонайх-Каролат се жени на 29 юли 1857 г. в Кьозфелд, Северен Рейн-Вестфалия, за принцеса Ема Елизабет Фридерика Каролина Фердинанда фон Салм-Хорстмар (* 13 декември 1828, Кьозфелд; † 19 май 1892, Потсдам), дъщеря на 1. княз Фридрих Карл фон Салм-Хорстмар (1799 – 1865) и графиня Елизабет Анна Каролина фон Золмс-Рьоделхайм-Асенхайм (1806 – 1885). Те имат три деца:
- Фердинанд Фридрих Август Ото Хайнрих Карл Едуард Мартин фон Шьонайх-Каролат (* 16 април 1858, Тарновске Гури; † 22 юни 1941, Бад Ойнхаузен), принц, кралски пруски таен правителствен съветник и хауптман, женен на 21 септември 1897 г. в Аренсбург за графиня Елиза Фани Августа Шимелман (* 16 октомври 1862; † 31 октомври 1948), дъщеря на Ернст Конрад Детлев Карл Йозеф Шимелман (1820 – 1895) и фрайин Аделаида Каролина фон Люцероде (1823 – 1890); има две дъщери
- Отфрид Хайнрих Карл фон Шьонайх-Каролат (* 5 юни 1860; † 7 септември 1914), неженен
- Фридерика Елизабет Августа Каролина Мария Йохана Емма фон Шьонайх-Каролат (* 2 юни 1862; † 19 август 1935), неомъжена